# Закарпатская правда
«Закарпатская правда» (укр. Закарпатська правда) — еженедельная советская и украинская газета, выходящая в Ужгороде с 1920 года, ранее орган Закарпатского областного комитета Коммунистической партии Украины. Основана революционером и депутатом Иваном Мондоком.

## История
Начала выходить 30 апреля 1920 года в Ужгороде, как орган Международной социалистической партии Подкарпатской Руси под названием «Правда». В 1921 году стала органом Подкарпатского краевого комитета Коммунистической партии Чехословакии. С 1922 по ноябрь 1944 год выходила под названием «Карпатская правда». С ноября 1944 года выходит под современным названием, в 1996-1997 годах не выходила.
Газета освещает общественно-политическую жизнь, а также печатает материалы о людях Закарпатской области и Ужгорода.

## Главные редакторы
- Иван Ильич Мондок (1920—1926)
- Николай Иванович Сидоряк (1929)
- Иван Прокофьевич Локота (1930)
- Олекса Алексеевич Борканюк (1930—1935)
- Николай Васильевич Климпотюк (1936—1939, 1944—конец 1950-х годов)
- А. Ганнусич (с 2008)

## Награды
- Орден Трудового Красного Знамени (1960)